# Placochela nigripes
Placochela nigripes är en tvåvingeart som först beskrevs av Löw 1877.  Placochela nigripes ingår i släktet Placochela och familjen gallmyggor. Inga underarter finns listade i Catalogue of Life.